# Thannhausen (Altmannstein)
Thannhausen ist ein Ortsteil des Marktes Altmannstein im Landkreis Eichstätt mit 45 Einwohnern (Stand 1. Oktober 2023).

## Lage
Das Kirchdorf Thannhausen liegt an der Straße von Schamhaupten nach Neuses.

## Namensgebung
Der Name leitet sich ab von „Thanhusa“, d. h. „bei den Häusern am Walde“, ab.

## Geschichte
Westlich des Ortes wurden Hügelgräber entdeckt, ein Hinweis auf die uralte Siedlungskultur der Region. Urkundlich erwähnt wird der Ort erstmals 1245, als der Domherr Hermann von „Thanhusen“ in einer Eichstätter Bischofurkunde als Zeuge auftritt.
Die Kirche St. Nikolaus wurde im 14. Jahrhundert errichtet.